# Kocsis Mária
Kocsis Mária  (1939. december 7. – 2001.) magyar színésznő.

## Életpályája
1962-ben az Állami Déryné Színháznál indult pályája. 1969-től a Békés Megyei Jókai Színházhoz szerződött, 1976-tól két évadot a kaposvári Csiky Gergely Színháznál töltött. 1978-től a győri Kisfaludy Színház társulatának színésznője volt. 
Amikor szerepálmairól 1978-ban kérdezték, csupán ennyit mondott:

„ Álmok? Két mondatot is meg kell csinálni.”

Férje Simon Géza, színész volt.

## Színházi szerepeiből

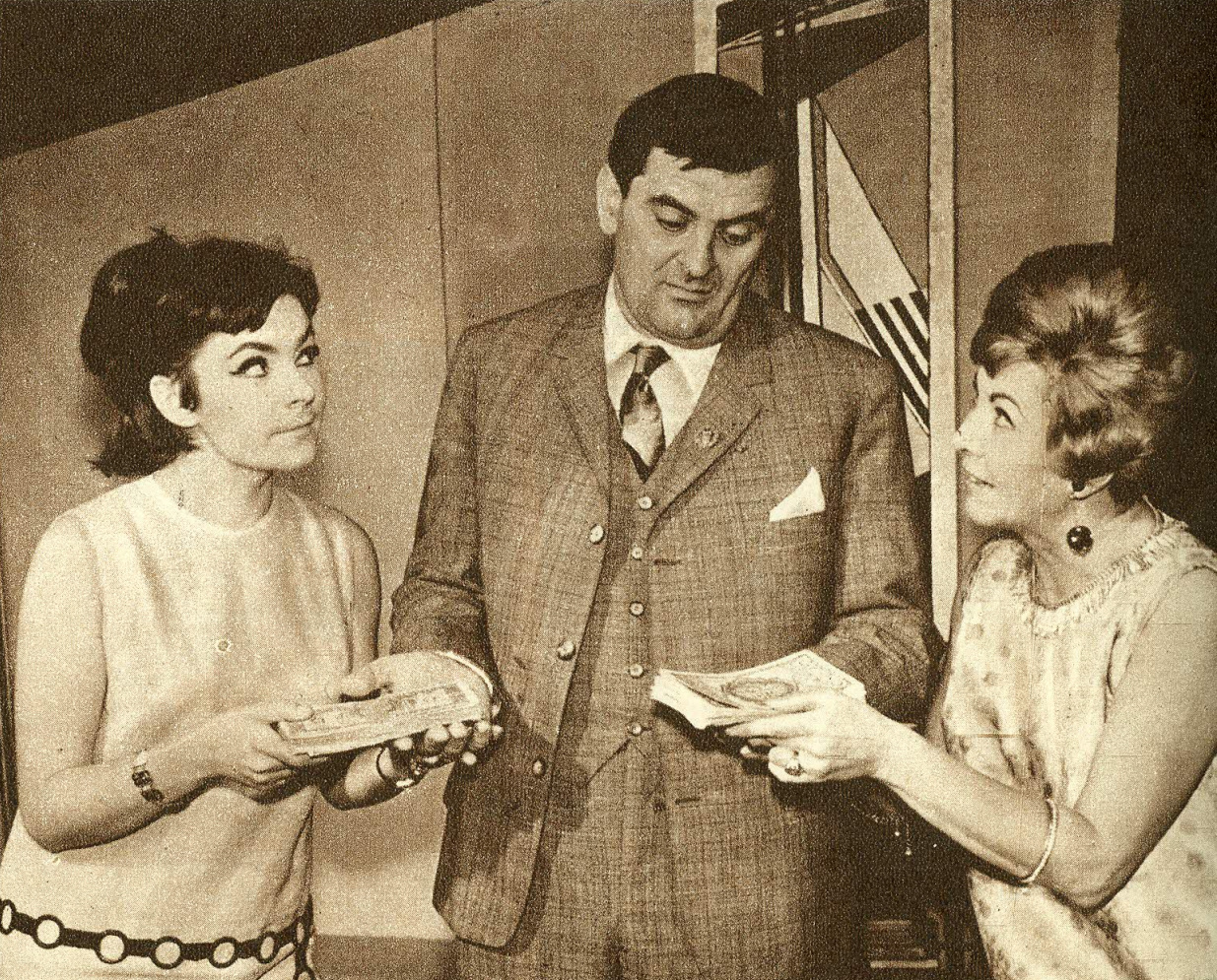
Kocsis Mária, Simon Géza és Feleki Sári A pénzvadász című vígjátékban (Állami Déryné Színház)

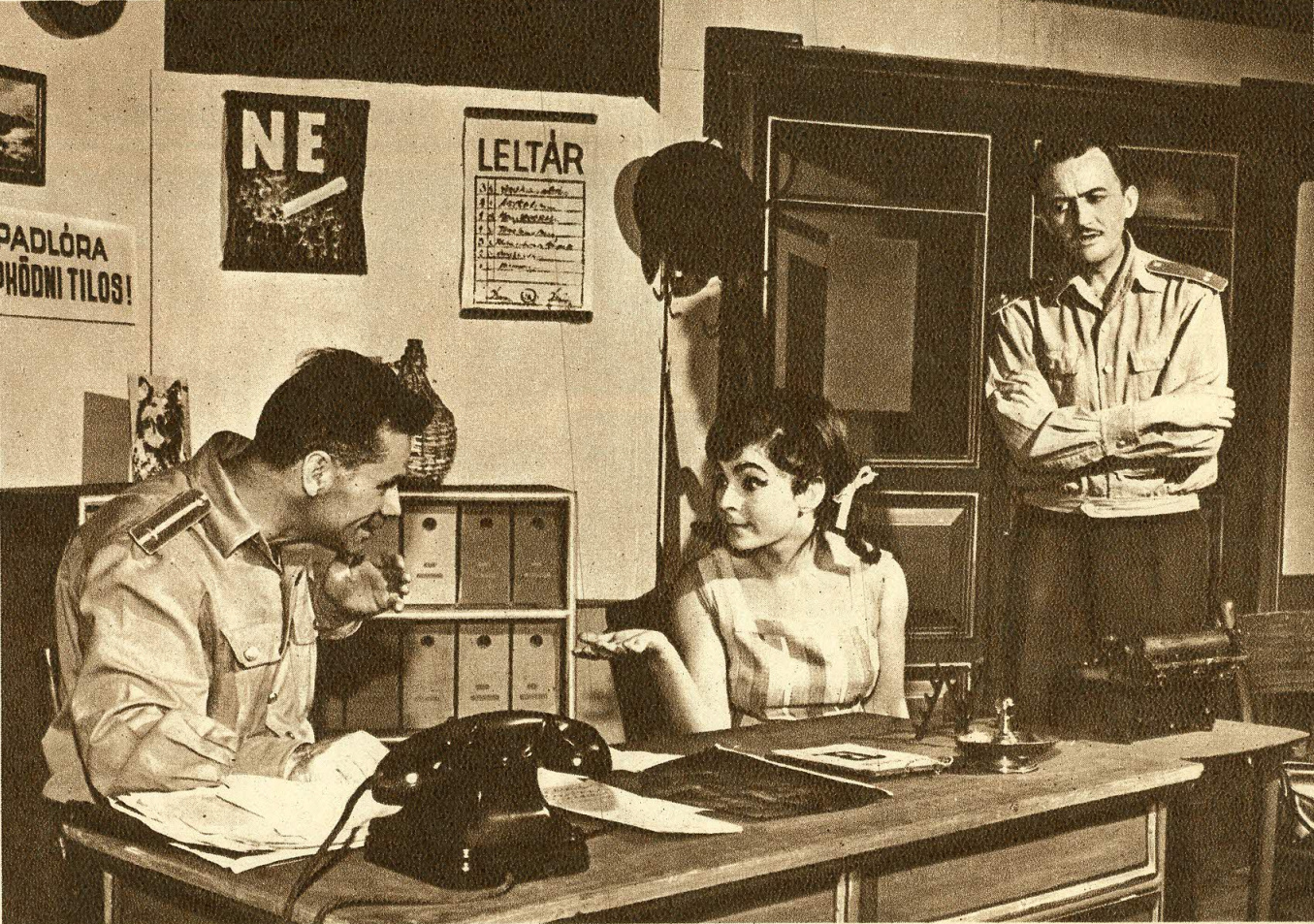
Hajdú Endre, Kocsis Mária és Németh József az Enyhítő körülmény című vígjátékban (Állami Déryné Színház)

- William Shakespeare: Macbeth... Macduff kisfia
- Molière: Dandin György... Angyalka
- Molière: Kényeskedők... Mari
- Nyikolaj Vasziljevics Gogol: A revizor... Altisztné
- Anton Pavlovics Csehov: Ványa bácsi... Marina
- Edmond Rostand: Cyrano de Bergerac ... Duenna
- Georg Büchner: Danton halála... Egy asszony
- Bohumil Hrabal: Bambini di Prága... Drogista felesége
- Arthur Miller: Pillantás a hídról... Mrs. Lipari
- Friedrich Dürrenmatt: Az öreg hölgy látogatása... Második asszony
- Jean-Paul Sartre: A legyek... Gyilkos asszony
- Claude Magnier: Mona Marie mosolya... Laure; Ariane
- Pierre Barillet – Jean-Pierre Grédy: A kaktusz virága... Durandné
- Branislav Nušić: A miniszterné... Terka nénje
- André Lang: A pénzvadász... Christine
- Ariano Suassuna: A kutya testamentuma... Miasszonyunk
- Edmund Morris: Álom és valóság (Fatányér)... Janey Stewart
- John Patrik: Teaház az augusztusi holdhoz... Öregasszony
- Ivan Sopov: Karnevál... Milka
- Madách Imre: Az ember tragédiája... Apácafőnöknő; Anya
- Móricz Zsigmond: Nem élhetek muzsikaszó nélkül... Birike; Teréz néni, Viktor mamája
- Heltai Jenő: A néma levente... Monna Mea
- Hunyady Sándor: A három sárkány... Milkóné
- Barta Lajos: Szerelem... Fuchsné
- Tóth Miklós: A fejesek... Klári
- Tabi László: Enyhítő körülmény... Panni
- Csurka István: Eredeti helyszín... Háziasszony
- Szabó Magda: Régimódi történet... Csanádyné
- Zoltán Pál: Péntek Rézi... Giulietta, Rézi barátnője
- Paul Burkhard: Tűzijáték... Berta
- Pjotr Iljics Csajkovszkij: Diadalmas asszony... Dunnyuska
- Hervé: Nebáncsvirág... Kapusnő a zárdában
- Ödön von Horváth: Mesél a bécsi erdő... Első néni
- Ábrahám Pál: Viktória... Ah Wong
- Ábrahám Pál: Bál a Savoyban... Bébé, komorna
- Kálmán Imre: Csárdáskirálynő... Stázi
- Kálmán Imre: Marica grófnő... Ilka bárónő
- Jacobi Viktor: Leányvásár... Harrisonné
- Eisemann Mihály: Bástyasétány 77... Bözsi
- Eisemann Mihály: Én és a kisöcsém... Bözsi
- Huszka Jenő: Lili bárónő... A kövér férj felesége
- Kacsóh Pongrác: János vitéz... Asszony
- Jevgenyij Lvovics Svarc: A sárkány... Egy barátnő
- L. Frank Baum – Schwajda György: Óz, a nagy varázsló... Szárnyasmajmok királya
- Szepesi Attila: Furulyás Palkó... Árus